# Primal Scream (album)
Primal Scream è il secondo album discografico del gruppo musicale britannico Primal Scream, pubblicato nel 1989.

## Tracce
Tutte le tracce sono state scritte da Bobby Gillespie, Andrew Innes e Robert "Throb" Young
1. Ivy Ivy Ivy – 3:07
2. You're Just Dead Skin to Me – 4:42
3. She Power – 3:10
4. You're Just Too Dark to Care – 3:09
5. I'm Losing More Than I'll Ever Have – 5:11
6. Gimme Gimme Teenage Head – 2:30
7. Lone Star Girl – 3:14
8. Kill the King – 3:30
9. Sweet Pretty Thing – 2:20
10. Jesus Can't Save Me – 1:45

## Formazione
- Bobby Gillespie – voce
- Andrew Innes - chitarra
- Robert Young – chitarra
- Martin Duffy – piano
- Philip Tomanov - batteria
- Henry Olsen - basso